# Isvoarele (gmina)
Isvoarele – gmina w Rumunii, w okręgu Giurgiu. Obejmuje miejscowości Isvoarele i Teiușu. W 2011 roku liczyła 1751 mieszkańców. 